# Pseudovergleyung
Pseudovergleyung ist ein Prozess, der in Böden durch Umlagerung gelöster Fe2+- und Mn2+-Ionen unter reduzierenden Bedingungen durch jahreszeitlich auftretende Wassersättigung durch Haft- oder Stauwasser stattfindet (Reduzierende Bedingungen durch Grundwasser bewirken ähnliche Prozesse, die als Vergleyung bezeichnet werden). Bei entsprechend starker Ausprägung der Merkmale werden stauwasserbeeinflusste Böden in der deutschen Bodensystematik dem Bodentyp Pseudogley zugeordnet.

## Faktoren
Pseudovergleyung tritt auf Standorten auf, die eine Stauschicht aufweisen. Diese kann vier mögliche Ursachen haben:
- Vorhandensein eines Bodenhorizontes mit sehr feiner, tonreicher Textur, entweder primär aus der geogenen Schichtung, oder sekundär durch die Bodengenese als starke Einlagerungsverdichtung, zum Beispiel durch Toneinwaschung
- Auftreten eines Schichtwechsels mit fehlender Porenkontinuität, wie von Kies zu Ton oder umgekehrt
- Haftnässe durch extrem viele Mittelporen, die sehr langsam dränen
- menschliche Verdichtung

Zusätzlich zu einer der genannten Dispositionen muss zumindest jahreszeitlich mehr Niederschlagswasser oder Schmelzwasser in den Boden infiltrieren, als in derselben Zeit die am wenigsten durchlässige Schicht im Boden durchsickern kann.

## Vorgang
Die Metalle Eisen und – in bereits weit geringerer Menge vorhanden – Mangan (andere Metalle spielen fast keine Rolle) liegen je nach Redoxpotential des Bodens in verschiedenen Oxidationsstufen vor. Bei Sauerstoffmangel sind sie reduziert und leicht löslich, während sie bei Anwesenheit von Sauerstoff oxidiert und schwer löslich sind.
Durch die Stauschicht wird eine vollständige Versickerung der Niederschläge verhindert. Erkennbar wird dies z. B. im Winter, wenn auf gewässerfernen, erhöhten Feldern lange Zeit Pfützen stehen bleiben. Das gestaute Wasser befindet sich vor allem in Grobporen oder Regenwurmröhren, die wassergesättigt sind und keine Luft mehr enthalten. Dagegen bleibt in den umflossenen Mittel- und Feinporen, sowie im Inneren von Aggregaten Luft zurück.
Während des Wasserstaus im Boden wird das oxidierte Fe(III) zu Fe(II) reduziert und geht in Lösung. Der in den Bodenaggregaten eingeschlossene Sauerstoff oxidiert Fe(II) aus der Bodenlösung zu orange- bzw. rostfarbenen Fe(III), das als Fe-Hydroxid im Aggregatinnern ausfällt. Die porennahen Bereiche verlieren mit dem Eisen ihre Braunfärbung und erscheinen grau, während das Aggregatinnere je nach Ausprägung der Pseudovergleyung orange bis dunkelrostfarben, bei starker Mangan-Beteiligung auch schwarz erscheint. Typisch für pseudovergleyte Böden ist eine mehr oder weniger senkrecht nach unten verlaufende graue Bänderung sowie zahlreiche Rostflecken (Marmorierung).

## Bodenklassen
Böden mit Pseudovergleyung werden in der deutschen Bodensystematik zu den terrestrischen Böden gezählt und bilden die Klasse S (Stauwasserböden) mit drei Bodentypen. In der internationalen Bodenklassifikation WRB finden sich stauwasserbeeinflusste Böden bei den Stagnosolen und Planosolen.

## Unterscheidung zur Vergleyung
Bei Sauerstoffmangel durch Grundwasser spricht man von Vergleyung. Gleye zählen in der deutschen Bodensystematik zur Abteilung der semiterrestrischen Böden. Dabei laufen sehr ähnliche Prozesse ab, die aber zu zwei wichtigen Unterschieden im Erscheinungsbild führen:
- Es wird ein Reduktionshorizont ausgebildet
- Wassersättigung tritt von unten durch kapillaren Aufstieg in den Feinporen und damit im Aggregatinnern auf, so dass der Transport des Eisens andersherum als bei der Pseudovergleyung vom Aggregatinnern zu den Grobporen erfolgt, so dass letztere orange bis rostfarben erscheinen.